# Siergiej Kapica
Siergiej Pietrowicz Kapica, ros. Сергей Петрович Капица (ur. 14 lutego 1928 w Cambridge, zm. 14 sierpnia 2012 w Moskwie) – rosyjski fizyk, specjalista w dziedzinie aerodynamiki naddźwiękowej, elektrodynamiki stosowanej i fizyki akceleratorów, wykładowca w Moskiewskim Instytucie Fizyki i Technologii, zajmujący się również badaniami tempa wzrostu liczebności ludzkiej populacji – zagrożeniami katastrofą ekologiczna oraz problemami społeczeństwa informacyjnego, popularyzator nauki (związany z Klubem Rzymskim). Był synem Piotra Kapicy – fizyka, laureata Nagrody Nobla.

## Życiorys

### Dzieciństwo i młodość
Był synem Piotra Kapicy – laureata Nagrody Nobla (1978 r.) za odkrycia w dziedzinie fizyki niskich temperatur – i Anny Aleksiejewny z d. Kryłowej – córki Aleksieja Kryłowa, matematyka, inżyniera budowy okrętów, mechanika-teoretyka, admirała.
Urodził się i spędził dzieciństwo w Cambridge, gdzie ojciec wykładał w University of Cambridge. Od siódmego roku życia (1935 r.) uczył się w szkołach moskiewskich; w pobliżu drugiej z tych szkół znajdowało się muzeum mineralogii, co zwróciło jego uwagę na tę dyscyplinę.
Po ataku Niemiec na ZSRR w czasie II wojny światowej początkowo przebywał z ojcem w Moskwie, ukrywając się w czasie obrony miasta w tunelach kolei; stąd udało się jednym z bombardowanych pociągów dojechać do Niżnego Nowogrodu, a następnie dopłynąć do Kazania, gdzie Siergiej Kapica kontynuował naukę. Po skończeniu szkoły (w 1943 r.) wrócił do Moskwy; początkowo – ze względu na znajomość mineralogii – został skierowany do pracy przy poszukiwaniach ropy w regionie między Wołgą a Uralem. W kolejnych latach studiował w Moskiewskim Instytucie Aerodynamiki im. Nikołaja Żukowskiego (ros. Московский авиационный институт).

### Praca zawodowa
Po ukończeniu studiów (1949 r.) przez 2 lata pracował w Instytucie Aerodynamiki, zajmując się techniką rakietową – problemami przewodzenia ciepła i aerodynamicznego nagrzewania przy dużych prędkościach. W tej dziedzinie wykonał pracę kandydacką (1956 r.). W latach 1951–1953 był młodszym asystentem naukowym w Instytucie Geofizyki, a od 1953 r. pracował w utworzonym przez ojca Instytucie Problemów Fizyki Akademii Nauk ZSRR im. Piotra Kapicy (ros. Институт физических проблем им. П.Л. Капицы РАН), zajmując kolejne stanowiska od szeregowych do kierowniczych. Równocześnie, od roku 1965, wykładał na Wydziale Fizyki w Moskiewskim Instytucie Fizyczno-Technicznym (ros. Московский физико-технический институт, МФТИ), jako profesor i kierownik katedry. Pełnił funkcję opiekuna dziesiątek prac doktorskich i kandydackich.

## Analizy demograficzne
Kapica opracował model globalnego rozwoju demograficznego, zgodnie z którym współczesny przyrost ludności Ziemi (zob. Eksplozja demograficzna, granice wzrostu, statyczna teoria zasobów) nie musi prowadzić do katastrofy ekologicznej. Przychylał się do opinii tych demografów, którzy wykazują, że liczba ludności Ziemi ustabilizuje się na poziomie 10–12 mld, po trwającym ok. 100 lat przejściowym okresie spowolnionego wzrostu. Wprowadził pojęcie „imperatyw demograficzny”; uważał – w odróżnieniu od teorii Thomasa Malthusa i mechanistycznego podejścia Klubu Rzymskiego (wyrażonego w jego pierwszym Raporcie z 1972 r. – „Granice wzrostu”), że szybkość przyrostu ludności jest funkcją zasobów Ziemi, a „główną zmienną jest sama ludzkość, która nadaje ton wszystkiemu: gospodarce, polityce itd.” Stworzył fenomenologiczny model hiperbolicznego wzrostu liczby ludności Ziemi.

## Publikacje (wybór)
Siergiej Kapica jest autorem czterech monografii, dziesiątków artykułów, 15 wynalazków i odkryć. Powszechne zainteresowanie wzbudziły publikacje dotyczące demografii i problemów społeczeństwa informacyjnego, np. :
- Nauka i sriedstwa massowoj informacyi (Наука и средства массовой информаци, nauka i środki masowego przekazu), Moskwa 1981,
- Nauczit’sia dumat’ po-nowomu (Научиться думать по-новому, nauczyć się myśleć po nowemu). Inostrannaja literatura, nr 1, 1986,
- Rost nasielenija Ziemli i jego matiematiczeskaja (Рост населения Земли и его математическая модель, wzrost zaludnienia Ziemi i jego model matematyczny), Nauka i żyzń, nr 1, 1996,
- Fienomienołogiczeskaja tieorija rosta nasielenija Ziemli (Феноменологическая теория роста населения Земли, fenomenologiczna teoria wzrostu zaludnienia Ziemi) Uspiechi fiziczeskich nauk, tom 166, nr С, s. 63–80, 1996,
- Skolko ludiej żyło, żywiet i budiet żyt’ na Ziemle (Сколько людей жило, живет и будет жить на Земле, ilu ludzi żyło, żyje i będzie żyć na Ziemi), Moskwa 1999,
- Obszczaja tieorija rosta nasielenija Ziemli (Общая теория роста населения Земли, ogólna teoria wzrostu zaludnienia Ziemi), Nauka, Moskwa 1999,
- Modiel razwitija czełowieczestwa i problemy ekonomiki (Модель развития человечества и проблемы экономики, model rozwoju ludzkości i problemy ekonomii), Woprosy ekonomiki, nr 12, 2000,
- Asimptoticzeskije mietody i ich strannaja intierprietacyja (Асимптотические методы и их странная интерпретация, asymptotyczne metody i ich dziwna interpretacja), Obszczestwiennyje nauki i sowriemiennost', nr 2, s. 162–165, 2005,
- Ob uskorienii istoriczeskogo wriemieni (Об ускорении исторического времени, o przyspieszeniu historycznego czasu), Istorija i matiematika, Moskwa 2006, s. 12–30,
- Global population blow-up and after. The demographic revolution and information society, Moskwa 2006,
- Diemograficzeskaja riewolucyja i Rossija (Демографическая революция и Россия, demograficzna rewolucja w Rosji), Moskwa 2007.

## Popularyzacja wiedzy

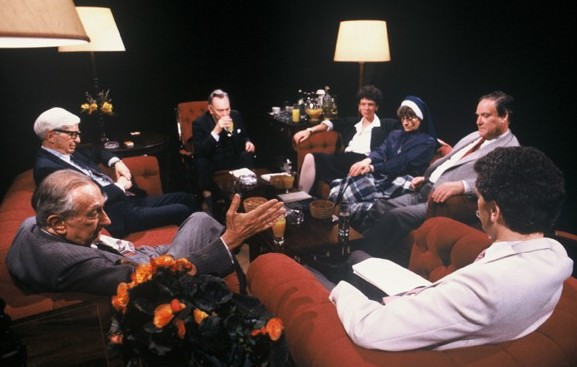
Siergiej Kapica w telewizyjnej dyskusji na temat Peace in Our Time, 3 lipca 1987 (Channel 4, program After Dark)

Siergiej Kapica był założycielem rosyjskiej edycji czasopisma Scientific American (Świat Nauki; w roku 2011 gościł w Moskwie wszystkie 14. redakcji miesięcznika, z różnych krajów świata). Od początku (1983 r.) był kierownikiem jego redakcji. Był znany jako gospodarz popularnonaukowego programu telewizyjnego Oczewidnoje-niewierojatnoje (Очевидное-невероятное, oczywiste-nieprawdopodobne), nadawanego od 1973 r.. Był prezesem komitetu organizacyjnego Międzynarodowego Festiwalu Filmowego w Salonikach „Świat wiedzy”. Na Festiwalu były prezentowane filmy popularnonaukowe i edukacyjne, a poza tym odbywały się konferencje prasowe i dyskusje przy okrągłym stole.

## Odznaczenia, nagrody i wyróżnienia[3]
- Order „Za zasługi dla Ojczyzny” IV klasy (2011)[6]
- Order Honoru
- Order Świętego Stanisława[b]
- Międzynarodowa Nagroda Kalinga[7], przyznawana przez UNESCO za popularyzację nauki (1979)
- Nagroda Państwowa ZSRR za program telewizyjny Oczewidnoje-niewierojatnoje wraz z jej redaktorem Lwem Nikołajewem (1980)[8]
- Nagroda Prezydium Rosyjskiej Akademii Nauk za zasługi dla popularyzacji nauki (1995)
- Krzyż Zasługi za wkład w rozwój krajowych nadawców i wiele lat owocnej pracy w tych mediach (2006)

Był wiceprezesem Akademii Nauk Przyrodniczych Rosji (od 1973 roku – członkiem Akademii) i prezesem Towarzystwa Fizycznego Eurazji. W uznaniu zasług w dziedzinie aerodynamiki został wybrany do International Federation of Aeronautical Studies.
Wygłaszał referaty na uroczystych posiedzeniach Senatu Stanów Zjednoczonych; niejednokrotnie dyskutował w ONZ z Kofim Annanem (zob. plan pokojowy Kofiego Annana) i Carlem Saganem o problemach globalnego rozwoju i miejscu Rosji w światowej społeczności. Uczestniczył w sesjach Zgromadzenia Ogólnego ONZ poświęconych dialogowi pomiędzy cywilizacjami.

## Życie prywatne
Siergiej Kapica ożenił się z Tatjaną Damir – swoją szkolną koleżanką – w roku 1949. Mieli troje dzieci – syna (Fiodora) i dwie córki (Mariję i Warwarę) – oraz czworo wnuków. Od 1957 r. uprawiał sporty podwodne (był wiceprezesem Federacji sportów podwodnych ZSRR).
Zmarł w Moskwie w wieku 85 lat. Został pochowany na Cmentarzu Nowodziewiczym, gdzie spoczywa też jego ojciec.